# Monica Vik Hansen
Monica Vik Gabrielsen, née Monica Vik Hansen le 3 août 1973, est une ancienne handballeuse internationale norvégienne.
Durant sa carrière, elle a notamment porté les couleurs de Larvik HK et Tertnes IL.

## Palmarès

### Sélection nationale
championnats du monde 
- finaliste du championnat du monde 1997

championnats d'Europe 
- finaliste du championnat d'Europe 1996